# Sabin Țambrea
Sabin Țambrea (n. 18 noiembrie 1984, Târgu Mureș, România) este un actor german originar din România.